# Faro Santa Cruz
El Faro Santa Cruz es un faro no habitado de la Armada Argentina que se encuentra en la ubicación 50°09′00″S 68°22′00″O / -50.15000, -68.36667, aproximadamente a 20 km al sur de la ciudad de Puerto Santa Cruz, cerca del Monte Entrada, en el Departamento Corpen Aike, en la Provincia de Santa Cruz, Argentina.
El faro consta de una torre cilíndrica dividida en dos secciones, la inferior más angosta es negra y la superior, más ancha, es blanca, con una casilla de acumuladores cilíndrica en la base de color blanco y una garita negra coronando la estructura. La altura total es de 12 metros y se encuentra sobre una elevación de aproximadamente 150 metros sobre el nivel del mar. El faro fue librado al servicio el 24 de febrero de 1923. Inicialmente había sido alimentado por tubos de acetileno que le proveían un alcance de 12,9 millas. En la actualidad, la alimentación se produce a través de energía solar fotovoltaica.